# حاجی‌یوسف، قسطمونی
حاجی‌یوسف (به ترکی استانبولی: Hacıyusuf) یک منطقهٔ مسکونی در ترکیه است که در قسطمونی واقع شده‌است.